# 巢湖西站
巢湖西站位于安徽省合肥市巢湖市凤凰山街道，是淮南铁路的一个车站。车站由中国铁路上海局集团有限公司合肥车务段管辖，办理列车通过停靠作业，不办理客运业务，办理货运业务，整车普通货物无限制  。

## 概要
巢湖西站始建于1969年，1971年8月21日投入运营，当时名为巢湖站。1972年对站场设施进行了扩建，候车室在扩建后面积为432平方米。2000年巢湖新客站建成通车后，原巢湖站更名现名巢湖西站。2016年车站开始进行电气化改造工程，同时对站场线路和道岔进行了升级，在改造期间车站停办12天的货运业务。
巢湖站设有一个中型货场，为巢湖市及周边辐射区域的庐江、无为地区办理货物发到服务，办理公铁、水铁联运业务。车站办理整车发到业务，主要办理煤炭类、非矿类、矿建类、粮食类、化肥类等货品。车站货场位于站场的东北侧，设有通往巢湖铸造厂、巢东水泥、中央储备粮巢湖直属库、中国石化巢湖分公司、巢湖辉能贸易和皖维高新材料的专用线。